# Sarah E. Goode
Sarah Elisabeth Goode (Toledo, Ohio 1855 - Chicago, 8 d'abril de 1905) fou una inventora estatunidenca. Alguns documents afirmen que va ser la primera dona afroamericana a obtenir una patent als Estats Units, l'any 1885 pel seu llit plegable En altres documents atribueixen aquest mèrit a Judy W. Reed que va rebre una patent per una màquina d'amassar el 23 de setembre de 1884, però només va signar-la amb la seva marca (una X) i no la seva signatura.

## Biografia
Sara Elisabeth Goode va néixer com a Sarah Elisabeth Jacobs el 1855 a Toledo, Ohio, cinc anys després de promulgar-se la Fugitive Slave Act. Sarah Goode era la segona dels set fills d'Oliver i Harriet Jacobs, tots dos descrits en registres públics com a mulats. Oliver Jacobs, natural d'Indiana, era fuster. Va néixer esclau i quan va acabar la guerra civil nord-americana se li va concedir la llibertat. La família es va traslladar a Chicago, Illinois, on Sarah va conèixer i es va casar amb Archibald "Archie" Goode, que era originari del comtat de Wise, Virgínia; van tenir sis fills, tres dels quals van viure fins a l'edat adulta. Archie es va descriure en els registres com a "constructor d'escales" i com a tapisser i Sarah va obrir una botiga de mobles. [8]
Va morir el 8 d'abril de 1905.

## Invenció del llit plegable
Va idear un llit abatible plegable per poder utilitzar l'espai de manera més eficient. En el moment de la seva invenció, els habitatges a la ciutat de Nova York creixien en alçada, però el 1885 la ciutat va aprovar una llei que restringia els edificis a menys de 80 peus, per evitar els edificis comercials massa alts. Els habitatges solien tenir una superfície de 25 per 100 peus. En aquest context, cada metre quadrat era important i calia estalviar espai. Goode va detectar aquesta necessitat a la seva botiga de mobles de Chicago i es va proposar donar-hi solució. [3] El llit de Goode es podia plegar, tenia l'aspecte d'un escriptori i espai d'emmagatzematge. Va rebre una patent amb el número 322.177 el 14 de juliol de 1885.El seu invent va ser el precursor del llit Murphy, que es va patentar uns anys més tard, el 1900.El seu objectiu era equilibrar bé el pes del llit de manera que es pogués aixecar, plegar i desplegar fàcilment i quedés ben centrat.

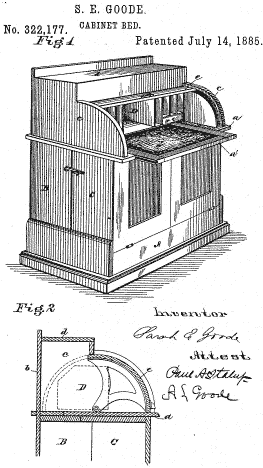
Patent expedida a Sarah E. Goode pel seu llit plegable

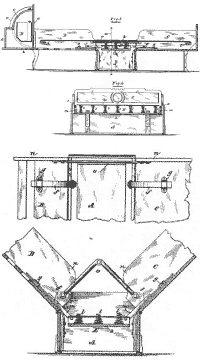
Llit plegable de Sarah E. Goode

## Llegat
El 2012 es va obrir en el seu honor al costat sud de Chicago, la Sarah E. Goode STEM Academy (anteriorment coneguda com a projecte Southwest Area High School), una escola secundària enfocada a preparar els estudiants per a futures carreres de ciències, tecnologia, enginyeria i matemàtiques. Forma part de l'Urban Model High School (UMHS) de les escoles públiques de Chicago.